# Ар Си Ей
Вижте пояснителната страница за други значения на Ар Си Ей.
„Ар Си Ей“ (на английски: Radio Corporation of America) е американска многоотраслова компания, съществувала от 1919 до 1986 г. Основатели са роденият в Руската империя Дейвид Сарноф и предприемача Оуен Янг.

## История
През 1926 г. в рамките на RCA е създадена първата в света търговска мрежа за радиоразпръскване – NBC (National Broadcasting Company). Дейвид Сарноф ставал председател, а Мерлин Ейлсуърт – президент. NBC е обявена като инструмент в служба на обществото.
RCA, алианс, създаден под егидата на високопоставени правителствени фигури, започва твърде явно да нарушава антитръстовото законодателство на САЩ. През 1930 г. Министерството на правосъдието предявява иск на RCA.
През 1939 г. RCA демонстрира на Световното изложение в Ню Йорк напълно електронна система за телевизия. Веднага след войната RCA започва продажба на телевизори.
В началото на 1940-те години компанията въвежда в употреба известния RCA съединител (чинч конектор).
През 1953 г. разработената от компанията система за цветна телевизия е приета от „National Television Systems Committee“ като американски стандарт NTSC.
През декември 1985 г. е обявено, че General Electric купува своята бивша дъщерна компания за 6,28 млрд $ (66,50 $ за акция). Продажбата е завършена през следващата година, и GE продължава да продава активите на RCA:
- през 1987 г. RCA Global Communications Inc. е продадена на MCI Communications Corporation;
- правата за производство на телевизори под брандовете RCA и GE, както и на други продукти от битовата електроника са придобити през 1988 г. от френската компания Thomson Consumer Electronics в замяна на някои медицински подразделения на Thomson;
- през същата година полупроводниковият бизнес (RCA и Intersil) е придобит от Harris Corporation;
- през 1991 г. GE продава своята част от „RCA/Columbia Sony Pictures“, която е преименувана на подразделение в „Columbia TriStar Home Video“.

## Сфери на дейност

### Кино
През 1928 – 1948 години като подразделение на RCA е действало киностудиото RKO Pictures.

### Правителствени и военни далекосъобщения
Наред с AT&T, ITT и Western Union, RCA влиза в четворката най-големи доставчици на Агенцията за военни далекосъобщения на САЩ, като предоставя под дългосрочна аренда и лизинг оборудване за засекретяваща апаратура и обекти от свързочната инфраструктура на Министерството на отбраната на САЩ (както в континенталните щати, така и на териториите на страните-съюзници) с предоставяне на квалифициран персонал за обслужване на техниката.

### Военна промишленост
От началото на Втората световна война RCA започва производството на широк спектър от военна продукция, главно в сегмента на електрониката и електротехниката (системи за управление на въоръжението, системи за насочване на високоточни оръжия, неконтактни взриватели), радиоелектронна апаратура (радиопредаватели, радиолокационни станции, радиолокационни средства за разузнаване, а провежда също разнообразни научноизследователски дейности на военна тематика. За производството на електроника с военно предназначение в структурата на корпорацията е образуван филиалът „RCA Defense Electronics Corp.“. Спътникова апаратура с военно предназначение (разузнавателни и свързочни спътници) се занимава „David Sarnoff Research Center“ в Принстън, влизащ в структурата на военно-космическото подразделение на корпорацията „Astro Division“.
Системи за автоматизирано разпознаване
RCA, съвместно с Packard Bell се занимава с разработката на апаратура от универсални тактически системи за автоматизирано разпознаване в бойна обстановка („свой-чужд“) за сухопътните войски и за другите видове въоръжени сили и служби („Battlefield Identification Friend-or-Foe“, съкр. BIFF), вкл. за зенитните войски („Air Defense IFF“). Такъв вид системи получават разпространение в сферата на противовъздушната отбрана, авиацията и др. .

## Търговска марка
Търговската марка RCA продължава да се използва от две компании за продукция, която има общо с предшественика:
- Thomson Consumer Electronics произвежда под тази марка битова електроника – телевизори, видеомагнетофони, DVD-устройства и т.н.;
- Sony Music Entertainment притежава лейбъла за звукозаписи RCA Records.